# Бахрами, Захра
Захра Бахрами (перс. زهرا بهرامی‎, нидерл. Zahra (Sahra) Bahrami; 25 января 1965, Тегеран — 29 января 2011, Тюрьма Эвин) — иранская и нидерландская танцовщица, профессиональная исполнительница танца живота. Была арестована во время протестных акций 2009 года в Иране, осуждена Исламским революционным судом за наркоторговлю и в 2011 году казнена.

## Ранние годы
Бахрами родилась в Тегеране. В 1991 году после развода с первым мужем переехала вместе с сыном в Нидерланды, где получила местное гражданство, однако при этом от гражданства Ирана не отказалась. Работала профессиональной танцовщицей живота.
Согласно сообщениям нидерландских СМИ в 1999 году Бахрами была вовлечена в контрабанду наркотиков, на которую она решилась после того, как узнала, что одна из её дочерей, оставшихся в Иране, имеет психологические проблемы. В 2003 году была арестована и приговорена к тюремному заключению сроком на три года.
В 2006 году в попытке начать новую жизнь уехала в Великобританию. В 2007 году была задержана в Нидерландах с поддельным паспортом Австрии и приговорена к году тюремного заключения.

## Арест
В 2009 году Бахрами приехала из Нидерландов в Иран с целью, по её заявлению, повидаться с одной из своих дочерей. 27 декабря 2009 года во время участия в протестных акций была арестована и помещена в тегеранскую тюрьму Эвин. Иранская прокуратура первоначально заявила, что женщина принадлежала к воинствующей монархической группировке «Тондар», и обвинила её в создании антиправительственной организации и распространении антирежимной пропаганды, однако обвинения по этим статьям предъявлены не были. В силу того, что в Иране на государственном уровне не признаётся двойное гражданство, а Бахрами не отказывалась от гражданства своей родной страны, на территории Ирана она считалась исключительно его гражданкой, поэтому в помощи со стороны нидерландского посольства ей было отказано.
Прокуратура Тегерана предъявила Бахрами обвинение в совершении тяжкого преступления, связанного с незаконным оборотом наркотиков: во время обыска в её доме были обнаружены 450 граммов кокаина и 420 граммов опиума.
В качестве адвоката Бахрани выступала известная юрист-правозащитник Насрин Сотуде, однако 28 августа 2010 года в её офисе прошли обыски — об их причинах не сообщалось. Несколькими днями позже Сотуде была арестована и также заключена в тюрьме Эвин — в январе 2011 года её приговорили к 6 годам тюремного заключения за «действия против национальной безопасности», лишили права заниматься адвокатской деятельностью и покидать страну в течение 10 лет.

## Казнь
После отказа Верховным судом Ирана в апелляции вынесенного Бахрами приговора, 29 января 2011 года в 5 утра по местному времени она была казнена путём повешения в камере для исполнения наказаний тюрьмы Эвин. Она стала 66-м человеком в 2011 году, приговорённым к высшей мере наказания в Иране.

## Реакция
В знак протеста против казни Бахрами правительство Нидерландов приостановило контакты с иранскими властями. Министр иностранных дел Нидерландов Ури Розенталь заявил, что он «шокирован, потрясён этим актом варварского режима». Свой протест против казни выразила также американская некоммерческая организация «Международная компания за права правам человека в Иране», цитируя неназванный «информированный источник», согласно которому допросы Бахрами проводились «Группой по борьбе со шпионажем Министерства разведки Ирана», а не сотрудниками отдела по борьбе с незаконным оборотом наркотиков, что сводит к нулю «вероятность того, что первоначальные обвинения в её адрес были связаны с наркоторговлей». Официальные дипломатические отношения Ирана и Нидерландов были возобновлены 18 февраля 2011 года.